# Asisko Urmeneta
Asisko Urmeneta Otsoa Errarteko (Pamplona, Navarra, 1965 -) es un historietista español. Se dedica, sobre todo, al cómic, ilustraciones, dibujos animados, caricaturas en prensa etc. Sus obras se centran en el humor. Es hijo del alcalde de Pamplona, Miguel Javier Urmeneta, sobrino del arquitecto y artista Ramón Urmeneta y hermano del dibujante Mikel Urmeneta. Actualmente vive en Hosta (Francia).

## Carrera
Sus primeros pasos como dibujante y guionista de cómics los dio en los años 80 en los fanzines Korrok y Napartheid. Posteriormente, realizó diversas colaboraciones de prensa (sobre todo en Argia), es miembro del colectivo Zazpiak Batman (ha creado los libros Mantxut junto a Kike Amonarriz y Antton Olariaga), participó en la revista satírica H28 y también dibuja en la revista Xabiroi de la Asociación de Ikastolas. Autopublicó varios cómics.
Dibujó portadas de discos de grupos como Oskorri, Pottoka o Negu Gorriak, entre otros.
Además, realizó caricaturas en el programa Mihiluze de ETB1. Junto a Juanjo Elordi dirigió las películas La vuelta la mundo ¡gratis! (Munduaren bira 80 egunetan, doan) en 2009 y en 2011 Gartxot, konkista aitzineko konkista.
En 2017 y 2018 Asisko Urmeneta creó dos cómics: Eusklabo Alaiak (Gure Berriak, 2017) y AztiHitza: Xahoren Biografikoa (Erroa argitaletxea, 2018). Gracias a este último trabajo, Urmeneta ganó en 2019 el Premio Euskadi de Literatura en la modalidad de Ilustración del Trabajo Literario.

## Obra
Entre otros:
- Hegoekialde Urruneko Legenda (Napartheid, 1988)
- Erraondo (TT komikiak, 1991).
- I'm Pellot, Biba festa! (Argia, 1996).
- ¿A dónde va la espiral? (Nora hoa, xirimola?) (Desclée de Brouwer, 2002). En colaboración con Pernan Goñi.
- Sugea lilipean (Desclée de Brouwer, 2003).
- Gartxot (Argia, 2003). En colaboración con Jokin  y Marc Armspach.
- Okatxu hegal egiten (Argia, 2010).  En colaboración con Mattin Irigoien y Adur Larrea.
- Junto a Ainara Azpiazu, Antton Olariaga, Mattin Martiarena, Unai Gaztelumendi, Unai Iturriaga, Joseba Larratxe y Zaldieroa, ha participado en el libro Altza porru (Argia, 2016) de Jakoba Errekondo.
- Eusklabo Alaiak (Gureberriak, 2017).
- AztiHitza: Xahoren Biografikoa (Erroa argitaletxea. 2018).[7]
- 1620, Nafarroa Beheregaina (Nabarralde Fundazioa, 2019).

## Véase también

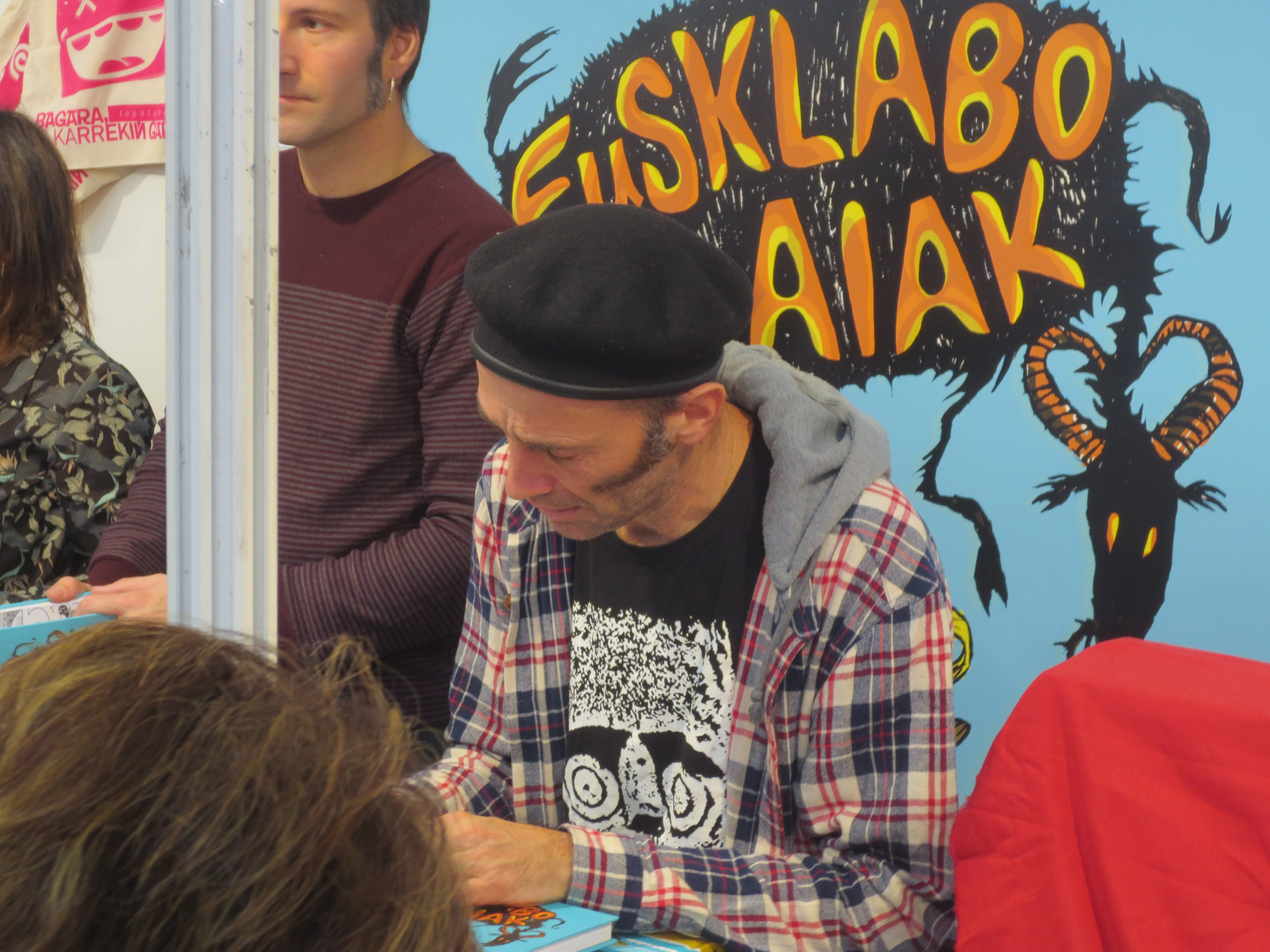
Asisko Urmeneta en la Feria de Durango en 2017.